# Erika Lawler
Erika Lawler, född den 5 februari 1987 i Fitchburg, Massachusetts i USA, är en amerikansk ishockeyspelare.
Hon tog OS-guld i damernas ishockeyturnering i samband med de olympiska ishockeytävlingarna 2010 i Vancouver.